# Họ Súng
Họ Súng (danh pháp khoa học: Nymphaeaceae) là một danh pháp thực vật để chỉ một họ trong thực vật có hoa. Hoa súng trắng là quốc hoa của Bangladesh. Đối với một số nền văn hóa phương Tây thì nó là loài hoa biểu tượng của những người sinh vào tháng 7.
Các loài súng sinh sống ở các khu vực ao, hồ và đầm lầy, với lá và hoa nổi lên trên mặt nước. Lá súng hình tròn, các chi Nymphaea và Nuphar có lá bị khía chữ V nối từ mép lá tới phần cuống lá, nhưng chi Victoria lại có lá hoàn toàn tròn và không bị khía. Lá đơn, mọc cách. Hoa xếp xoắn vòng: lá đài 4 - 12 (thường 5 - 6) đôi khi có màu và lớn hơn cánh hoa như ở chi Nuphar. Cánh hoa nhiều, xếp lớp (ở chi Nuphar cánh hoa rất nhỏ và có dạng vảy). Nhị nhiều, xếp xoắn. Bộ nhụy gồm 5 - 35 lá noãn, hợp nguyên lá noãn với bầu thượng, trung hoặc hạ. Tổng cộng 4-6 chi và khoảng 60-80 loài (tùy theo hệ thống phân loại), phân bố rộng khắp thế giới. Ở Việt Nam có 4 chi với khoảng 7-8 loài là Nymphaea (N. nouchali, N. pubescens, N. rubra, N. tetragona), Barclaya (B. longifolia), Euryale (E. ferox, có thể trồng ở khu vực miền bắc) và Victoria (Victoria amazonica, du nhập từ Nam Mỹ, trồng trong một số thảo cầm viên).
Theo phân loại của nghề làm vườn thì các loài súng bao gồm 2 thể loại chính là: súng chịu rét và súng nhiệt đới. Các loài súng chịu rét chỉ nở hoa vào ban ngày còn các loài súng nhiệt đới có thể nở hoa vào ban ngày hoặc ban đêm cũng như là nhóm duy nhất có chứa các loài súng với hoa có màu xanh lam.
Khả năng tồn tại của hạt súng theo thời gian là rất dài, vào khoảng 2000 năm.
Hoa súng có thể có mùi thơm (chẳng hạn loài súng thơm Nymphaea odorata). Hiện nay tồn tại khoảng vài trăm giống hoa súng khác nhau.
Họa sĩ người Pháp Claude Monet đã có một loạt các tranh vẽ cây và hoa súng.

## Phân loại
Nymphaeaceae từng được nghiên cứu có hệ thống trong nhiều thập niên vì các nhà thực vật học coi hình thái học hoa của chúng là thể hiện của một trong các nhóm thực vật hạt kín xuất hiện sớm nhất. Các phân tích di truyền hiện đại của Angiosperm Phylogeny Group đã xác nhận vị trí cơ sở của nó trong số thực vật có hoa. Ngoài ra, họ Nymphaeaceae là đa dạng di truyền hơn và phân tán địa lý hơn so với các nhóm thực vật hạt kín cơ sở khác. Nymphaeaceae được đặt trong bộ Nymphaeales, được coi là nhóm thực vật hạt kín rẽ nhánh thứ hai sau Amborella trong hệ thống phân loại thực vật có hoa được công nhận và sử dụng rộng khắp nhất gần đây là hệ thống APG IV.
Nymphaeaceae là họ nhỏ bao gồm 3-6 chi: Barclaya, Euryale, Nuphar, Nymphaea, Ondinea và Victoria. Chi Barclaya đôi khi được tách riêng trong họ của chính nó là Barclayaceae trên cơ sở của ống bao hoa mở rộng (bao gồm lá đài và cánh hoa) phát sinh ra từ đỉnh bầu nhụy và bởi các nhị hoa hợp tại gốc. Tuy nhiên, phân tích phát sinh chủng loài phân tử lại cho thấy việc gộp nó trong Nymphaeaceae. Chi Ondinea với chỉ 1 loài (Ondinea purpurea) ở Australia gần đây được chỉ ra là một loài khác thường về hình thái của chi Nymphaea, và hiện nay được gộp chung trong chi này. Chi Euryale với chỉ 1 loài (Euryale ferox) ở Viễn Đông, và chi Victoria ở Nam Mỹ có quan hệ họ hàng gần gũi mặc dù xa cách về khoảng cách địa lý, nhưng mối quan hệ của chúng đối với Nymphaea vẫn cần nghiên cứu thêm.
Loài Nelumbo nucifera một thời từng được coi như một loài hoa súng, nhưng hiện nay được coi là một loài thực vật hai lá mầm thật sự biến đổi cao trong họ của nó là Nelumbonaceae thuộc bộ Proteales.

## Phát sinh chủng loài
Vị trí phát sinh chủng loài hiện tại (dựa trên hệ thống APG II, với các sửa đổi sau đó) của họ Nymphaeaceae là:
|  | \| \| Nymphaeaceae \| \| \| \| \| \| Cabombaceae \| \| \| \| |
|  |                                                              |
|  | Hydatellaceae                                                |
|  |                                                              |
|  | Nymphaeaceae                                                 |
|  |                                                              |
|  | Cabombaceae                                                  |
|  |                                                              |

|  | Nymphaeaceae |
|  |              |
|  | Cabombaceae  |
|  |              |

|  | \| \| Nymphaeaceae \| \| \| \| \| \| Cabombaceae \| \| \| \| |
|  |                                                              |
|  | Hydatellaceae                                                |
|  |                                                              |
|  | Nymphaeaceae                                                 |
|  |                                                              |
|  | Cabombaceae                                                  |
|  |                                                              |

|  | Nymphaeaceae |
|  |              |
|  | Cabombaceae  |
|  |              |

| Mesangiospermae | \| \| Chloranthaceae \| \| \| \| \| \| magnoliids \| \| \| \| \| \| Ceratophyllum \| \| \| \| \| \| monocots \| \| \| \| \| \| eudicots \| \| \| \| |
|                 | \| \| Chloranthaceae \| \| \| \| \| \| magnoliids \| \| \| \| \| \| Ceratophyllum \| \| \| \| \| \| monocots \| \| \| \| \| \| eudicots \| \| \| \| |
|                 | Chloranthaceae |
|                 | |
|                 | magnoliids |
|                 | |
|                 | Ceratophyllum |
|                 | |
|                 | monocots |
|                 | |
|                 | eudicots |
|                 | |

|  | Chloranthaceae |
|  |                |
|  | magnoliids     |
|  |                |
|  | Ceratophyllum  |
|  |                |
|  | monocots       |
|  |                |
|  | eudicots       |
|  |                |

|  | \| \| Nymphaeaceae \| \| \| \| \| \| Cabombaceae \| \| \| \| |
|  |                                                              |
|  | Hydatellaceae                                                |
|  |                                                              |
|  | Nymphaeaceae                                                 |
|  |                                                              |
|  | Cabombaceae                                                  |
|  |                                                              |

|  | Nymphaeaceae |
|  |              |
|  | Cabombaceae  |
|  |              |

|  | \| \| Nymphaeaceae \| \| \| \| \| \| Cabombaceae \| \| \| \| |
|  |                                                              |
|  | Hydatellaceae                                                |
|  |                                                              |
|  | Nymphaeaceae                                                 |
|  |                                                              |
|  | Cabombaceae                                                  |
|  |                                                              |

|  | Nymphaeaceae |
|  |              |
|  | Cabombaceae  |
|  |              |

| Mesangiospermae | \| \| Chloranthaceae \| \| \| \| \| \| magnoliids \| \| \| \| \| \| Ceratophyllum \| \| \| \| \| \| monocots \| \| \| \| \| \| eudicots \| \| \| \| |
|                 | \| \| Chloranthaceae \| \| \| \| \| \| magnoliids \| \| \| \| \| \| Ceratophyllum \| \| \| \| \| \| monocots \| \| \| \| \| \| eudicots \| \| \| \| |
|                 | Chloranthaceae |
|                 | |
|                 | magnoliids |
|                 | |
|                 | Ceratophyllum |
|                 | |
|                 | monocots |
|                 | |
|                 | eudicots |
|                 | |

|  | Chloranthaceae |
|  |                |
|  | magnoliids     |
|  |                |
|  | Ceratophyllum  |
|  |                |
|  | monocots       |
|  |                |
|  | eudicots       |
|  |                |

Họ Cambombaceae được gộp trong phạm vi họ Nymphaeaceae trong phân loại của hệ thống APG II (nhưng có thể được công nhận như một họ riêng rẽ một cách tùy ý) hoặc tách biệt như trong hệ thống APG III và APG IV.
Phát sinh chủng loài trong phạm vi họ Nymphaeaceae lấy theo Löhne C. et al. (2007) và Borsch T. et al. (2008).

|  | Nymphaea subg. Brachyceras                                          |
|  |                                                                     |
|  | \| \| Nymphaea subg. Anecphya \| \| \| \| \| \| Ondinea \| \| \| \| |
|  |                                                                     |
|  | Nymphaea subg. Anecphya                                             |
|  |                                                                     |
|  | Ondinea                                                             |
|  |                                                                     |

|  | Nymphaea subg. Anecphya |
|  |                         |
|  | Ondinea                 |
|  |                         |

|  | Euryale  |
|  |          |
|  | Victoria |
|  |          |

|  | Nymphaea subg. Lotos       |
|  |                            |
|  | Nymphaea subg. Hydrocallis |
|  |                            |

|  | Euryale  |
|  |          |
|  | Victoria |
|  |          |

|  | Nymphaea subg. Lotos       |
|  |                            |
|  | Nymphaea subg. Hydrocallis |
|  |                            |

|  | Nymphaea subg. Brachyceras                                          |
|  |                                                                     |
|  | \| \| Nymphaea subg. Anecphya \| \| \| \| \| \| Ondinea \| \| \| \| |
|  |                                                                     |
|  | Nymphaea subg. Anecphya                                             |
|  |                                                                     |
|  | Ondinea                                                             |
|  |                                                                     |

|  | Nymphaea subg. Anecphya |
|  |                         |
|  | Ondinea                 |
|  |                         |

|  | Euryale  |
|  |          |
|  | Victoria |
|  |          |

|  | Nymphaea subg. Lotos       |
|  |                            |
|  | Nymphaea subg. Hydrocallis |
|  |                            |

|  | Euryale  |
|  |          |
|  | Victoria |
|  |          |

|  | Nymphaea subg. Lotos       |
|  |                            |
|  | Nymphaea subg. Hydrocallis |
|  |                            |

|  | Nymphaea subg. Brachyceras                                          |
|  |                                                                     |
|  | \| \| Nymphaea subg. Anecphya \| \| \| \| \| \| Ondinea \| \| \| \| |
|  |                                                                     |
|  | Nymphaea subg. Anecphya                                             |
|  |                                                                     |
|  | Ondinea                                                             |
|  |                                                                     |

|  | Nymphaea subg. Anecphya |
|  |                         |
|  | Ondinea                 |
|  |                         |

|  | Euryale  |
|  |          |
|  | Victoria |
|  |          |

|  | Nymphaea subg. Lotos       |
|  |                            |
|  | Nymphaea subg. Hydrocallis |
|  |                            |

|  | Euryale  |
|  |          |
|  | Victoria |
|  |          |

|  | Nymphaea subg. Lotos       |
|  |                            |
|  | Nymphaea subg. Hydrocallis |
|  |                            |

|  | Nymphaea subg. Brachyceras                                          |
|  |                                                                     |
|  | \| \| Nymphaea subg. Anecphya \| \| \| \| \| \| Ondinea \| \| \| \| |
|  |                                                                     |
|  | Nymphaea subg. Anecphya                                             |
|  |                                                                     |
|  | Ondinea                                                             |
|  |                                                                     |

|  | Nymphaea subg. Anecphya |
|  |                         |
|  | Ondinea                 |
|  |                         |

|  | Euryale  |
|  |          |
|  | Victoria |
|  |          |

|  | Nymphaea subg. Lotos       |
|  |                            |
|  | Nymphaea subg. Hydrocallis |
|  |                            |

|  | Euryale  |
|  |          |
|  | Victoria |
|  |          |

|  | Nymphaea subg. Lotos       |
|  |                            |
|  | Nymphaea subg. Hydrocallis |
|  |                            |

|  | Nymphaea subg. Brachyceras                                          |
|  |                                                                     |
|  | \| \| Nymphaea subg. Anecphya \| \| \| \| \| \| Ondinea \| \| \| \| |
|  |                                                                     |
|  | Nymphaea subg. Anecphya                                             |
|  |                                                                     |
|  | Ondinea                                                             |
|  |                                                                     |

|  | Nymphaea subg. Anecphya |
|  |                         |
|  | Ondinea                 |
|  |                         |

|  | Euryale  |
|  |          |
|  | Victoria |
|  |          |

|  | Nymphaea subg. Lotos       |
|  |                            |
|  | Nymphaea subg. Hydrocallis |
|  |                            |

|  | Euryale  |
|  |          |
|  | Victoria |
|  |          |

|  | Nymphaea subg. Lotos       |
|  |                            |
|  | Nymphaea subg. Hydrocallis |
|  |                            |

|  | Nymphaea subg. Brachyceras                                          |
|  |                                                                     |
|  | \| \| Nymphaea subg. Anecphya \| \| \| \| \| \| Ondinea \| \| \| \| |
|  |                                                                     |
|  | Nymphaea subg. Anecphya                                             |
|  |                                                                     |
|  | Ondinea                                                             |
|  |                                                                     |

|  | Nymphaea subg. Anecphya |
|  |                         |
|  | Ondinea                 |
|  |                         |

|  | Euryale  |
|  |          |
|  | Victoria |
|  |          |

|  | Nymphaea subg. Lotos       |
|  |                            |
|  | Nymphaea subg. Hydrocallis |
|  |                            |

|  | Euryale  |
|  |          |
|  | Victoria |
|  |          |

|  | Nymphaea subg. Lotos       |
|  |                            |
|  | Nymphaea subg. Hydrocallis |
|  |                            |

|  | Nymphaea subg. Brachyceras                                          |
|  |                                                                     |
|  | \| \| Nymphaea subg. Anecphya \| \| \| \| \| \| Ondinea \| \| \| \| |
|  |                                                                     |
|  | Nymphaea subg. Anecphya                                             |
|  |                                                                     |
|  | Ondinea                                                             |
|  |                                                                     |

|  | Nymphaea subg. Anecphya |
|  |                         |
|  | Ondinea                 |
|  |                         |

|  | Euryale  |
|  |          |
|  | Victoria |
|  |          |

|  | Nymphaea subg. Lotos       |
|  |                            |
|  | Nymphaea subg. Hydrocallis |
|  |                            |

|  | Euryale  |
|  |          |
|  | Victoria |
|  |          |

|  | Nymphaea subg. Lotos       |
|  |                            |
|  | Nymphaea subg. Hydrocallis |
|  |                            |

|  | Nymphaea subg. Brachyceras                                          |
|  |                                                                     |
|  | \| \| Nymphaea subg. Anecphya \| \| \| \| \| \| Ondinea \| \| \| \| |
|  |                                                                     |
|  | Nymphaea subg. Anecphya                                             |
|  |                                                                     |
|  | Ondinea                                                             |
|  |                                                                     |

|  | Nymphaea subg. Anecphya |
|  |                         |
|  | Ondinea                 |
|  |                         |

|  | Euryale  |
|  |          |
|  | Victoria |
|  |          |

|  | Nymphaea subg. Lotos       |
|  |                            |
|  | Nymphaea subg. Hydrocallis |
|  |                            |

|  | Euryale  |
|  |          |
|  | Victoria |
|  |          |

|  | Nymphaea subg. Lotos       |
|  |                            |
|  | Nymphaea subg. Hydrocallis |
|  |                            |

|  | Nymphaea subg. Brachyceras                                          |
|  |                                                                     |
|  | \| \| Nymphaea subg. Anecphya \| \| \| \| \| \| Ondinea \| \| \| \| |
|  |                                                                     |
|  | Nymphaea subg. Anecphya                                             |
|  |                                                                     |
|  | Ondinea                                                             |
|  |                                                                     |

|  | Nymphaea subg. Anecphya |
|  |                         |
|  | Ondinea                 |
|  |                         |

|  | Euryale  |
|  |          |
|  | Victoria |
|  |          |

|  | Nymphaea subg. Lotos       |
|  |                            |
|  | Nymphaea subg. Hydrocallis |
|  |                            |

|  | Euryale  |
|  |          |
|  | Victoria |
|  |          |

|  | Nymphaea subg. Lotos       |
|  |                            |
|  | Nymphaea subg. Hydrocallis |
|  |                            |

|  | Nymphaea subg. Brachyceras                                          |
|  |                                                                     |
|  | \| \| Nymphaea subg. Anecphya \| \| \| \| \| \| Ondinea \| \| \| \| |
|  |                                                                     |
|  | Nymphaea subg. Anecphya                                             |
|  |                                                                     |
|  | Ondinea                                                             |
|  |                                                                     |

|  | Nymphaea subg. Anecphya |
|  |                         |
|  | Ondinea                 |
|  |                         |

|  | Euryale  |
|  |          |
|  | Victoria |
|  |          |

|  | Nymphaea subg. Lotos       |
|  |                            |
|  | Nymphaea subg. Hydrocallis |
|  |                            |

|  | Euryale  |
|  |          |
|  | Victoria |
|  |          |

|  | Nymphaea subg. Lotos       |
|  |                            |
|  | Nymphaea subg. Hydrocallis |
|  |                            |

|  | Nymphaea subg. Brachyceras                                          |
|  |                                                                     |
|  | \| \| Nymphaea subg. Anecphya \| \| \| \| \| \| Ondinea \| \| \| \| |
|  |                                                                     |
|  | Nymphaea subg. Anecphya                                             |
|  |                                                                     |
|  | Ondinea                                                             |
|  |                                                                     |

|  | Nymphaea subg. Anecphya |
|  |                         |
|  | Ondinea                 |
|  |                         |

|  | Euryale  |
|  |          |
|  | Victoria |
|  |          |

|  | Nymphaea subg. Lotos       |
|  |                            |
|  | Nymphaea subg. Hydrocallis |
|  |                            |

|  | Euryale  |
|  |          |
|  | Victoria |
|  |          |

|  | Nymphaea subg. Lotos       |
|  |                            |
|  | Nymphaea subg. Hydrocallis |
|  |                            |

|  | Nymphaea subg. Brachyceras                                          |
|  |                                                                     |
|  | \| \| Nymphaea subg. Anecphya \| \| \| \| \| \| Ondinea \| \| \| \| |
|  |                                                                     |
|  | Nymphaea subg. Anecphya                                             |
|  |                                                                     |
|  | Ondinea                                                             |
|  |                                                                     |

|  | Nymphaea subg. Anecphya |
|  |                         |
|  | Ondinea                 |
|  |                         |

|  | Euryale  |
|  |          |
|  | Victoria |
|  |          |

|  | Nymphaea subg. Lotos       |
|  |                            |
|  | Nymphaea subg. Hydrocallis |
|  |                            |

|  | Euryale  |
|  |          |
|  | Victoria |
|  |          |

|  | Nymphaea subg. Lotos       |
|  |                            |
|  | Nymphaea subg. Hydrocallis |
|  |                            |

|  | Nymphaea subg. Brachyceras                                          |
|  |                                                                     |
|  | \| \| Nymphaea subg. Anecphya \| \| \| \| \| \| Ondinea \| \| \| \| |
|  |                                                                     |
|  | Nymphaea subg. Anecphya                                             |
|  |                                                                     |
|  | Ondinea                                                             |
|  |                                                                     |

|  | Nymphaea subg. Anecphya |
|  |                         |
|  | Ondinea                 |
|  |                         |

|  | Euryale  |
|  |          |
|  | Victoria |
|  |          |

|  | Nymphaea subg. Lotos       |
|  |                            |
|  | Nymphaea subg. Hydrocallis |
|  |                            |

|  | Euryale  |
|  |          |
|  | Victoria |
|  |          |

|  | Nymphaea subg. Lotos       |
|  |                            |
|  | Nymphaea subg. Hydrocallis |
|  |                            |

|  | Nymphaea subg. Brachyceras                                          |
|  |                                                                     |
|  | \| \| Nymphaea subg. Anecphya \| \| \| \| \| \| Ondinea \| \| \| \| |
|  |                                                                     |
|  | Nymphaea subg. Anecphya                                             |
|  |                                                                     |
|  | Ondinea                                                             |
|  |                                                                     |

|  | Nymphaea subg. Anecphya |
|  |                         |
|  | Ondinea                 |
|  |                         |

|  | Euryale  |
|  |          |
|  | Victoria |
|  |          |

|  | Nymphaea subg. Lotos       |
|  |                            |
|  | Nymphaea subg. Hydrocallis |
|  |                            |

|  | Euryale  |
|  |          |
|  | Victoria |
|  |          |

|  | Nymphaea subg. Lotos       |
|  |                            |
|  | Nymphaea subg. Hydrocallis |
|  |                            |

|  | Nymphaea subg. Brachyceras                                          |
|  |                                                                     |
|  | \| \| Nymphaea subg. Anecphya \| \| \| \| \| \| Ondinea \| \| \| \| |
|  |                                                                     |
|  | Nymphaea subg. Anecphya                                             |
|  |                                                                     |
|  | Ondinea                                                             |
|  |                                                                     |

|  | Nymphaea subg. Anecphya |
|  |                         |
|  | Ondinea                 |
|  |                         |

|  | Euryale  |
|  |          |
|  | Victoria |
|  |          |

|  | Nymphaea subg. Lotos       |
|  |                            |
|  | Nymphaea subg. Hydrocallis |
|  |                            |

|  | Euryale  |
|  |          |
|  | Victoria |
|  |          |

|  | Nymphaea subg. Lotos       |
|  |                            |
|  | Nymphaea subg. Hydrocallis |
|  |                            |

|  | Nymphaea subg. Brachyceras                                          |
|  |                                                                     |
|  | \| \| Nymphaea subg. Anecphya \| \| \| \| \| \| Ondinea \| \| \| \| |
|  |                                                                     |
|  | Nymphaea subg. Anecphya                                             |
|  |                                                                     |
|  | Ondinea                                                             |
|  |                                                                     |

|  | Nymphaea subg. Anecphya |
|  |                         |
|  | Ondinea                 |
|  |                         |

|  | Euryale  |
|  |          |
|  | Victoria |
|  |          |

|  | Nymphaea subg. Lotos       |
|  |                            |
|  | Nymphaea subg. Hydrocallis |
|  |                            |

|  | Euryale  |
|  |          |
|  | Victoria |
|  |          |

|  | Nymphaea subg. Lotos       |
|  |                            |
|  | Nymphaea subg. Hydrocallis |
|  |                            |

## Các chi
- Barclaya Wall., 1827: Biệt liên, biện liên, súng suối.
- Euryale Salisb., 1805: 1 loài tên gọi là khiếm thực (Euryale ferox)
- Nuphar Sm. in Sibth. & Sm., 1809: Khoảng 10-15 loài bình bồng thảo là số lượng được nhiều hệ thống phân loại chấp nhận nhất, nhưng có thể dao động từ 1-25 loài.
- Nymphaea L., 1753: Chi Súng. Khoảng 36-45 loài.
- Ondinea Hartog, 1970 (gộp trong Nymphaea nghĩa rộng).
- Victoria Lindl., 1837: Khoảng 2-3 loài súng nia (nong tằm, sen vua).

## Hình ảnh

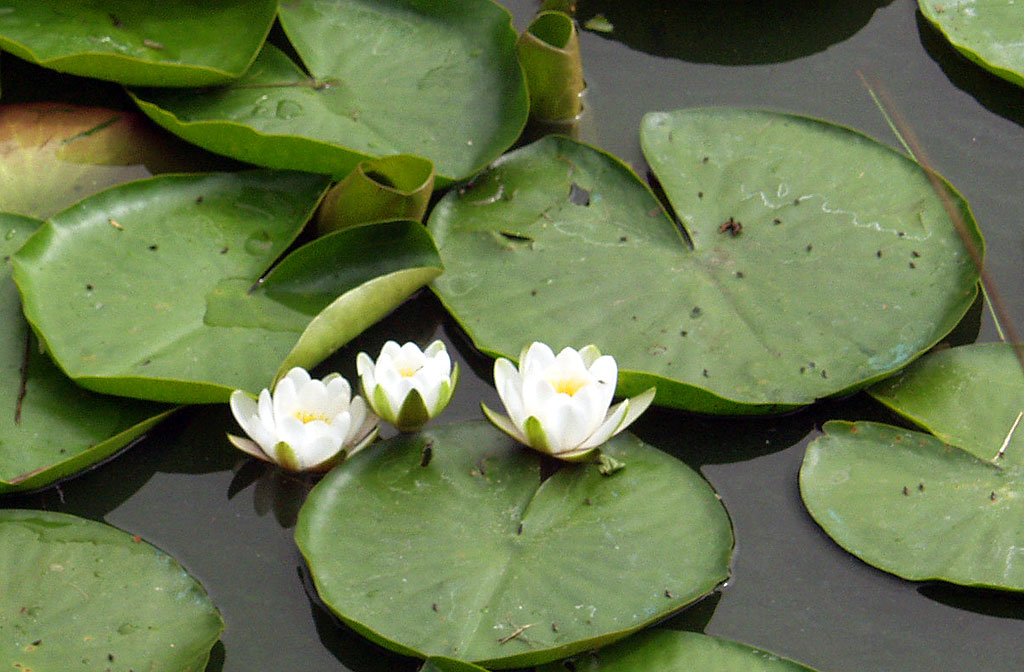
Nymphaea alba
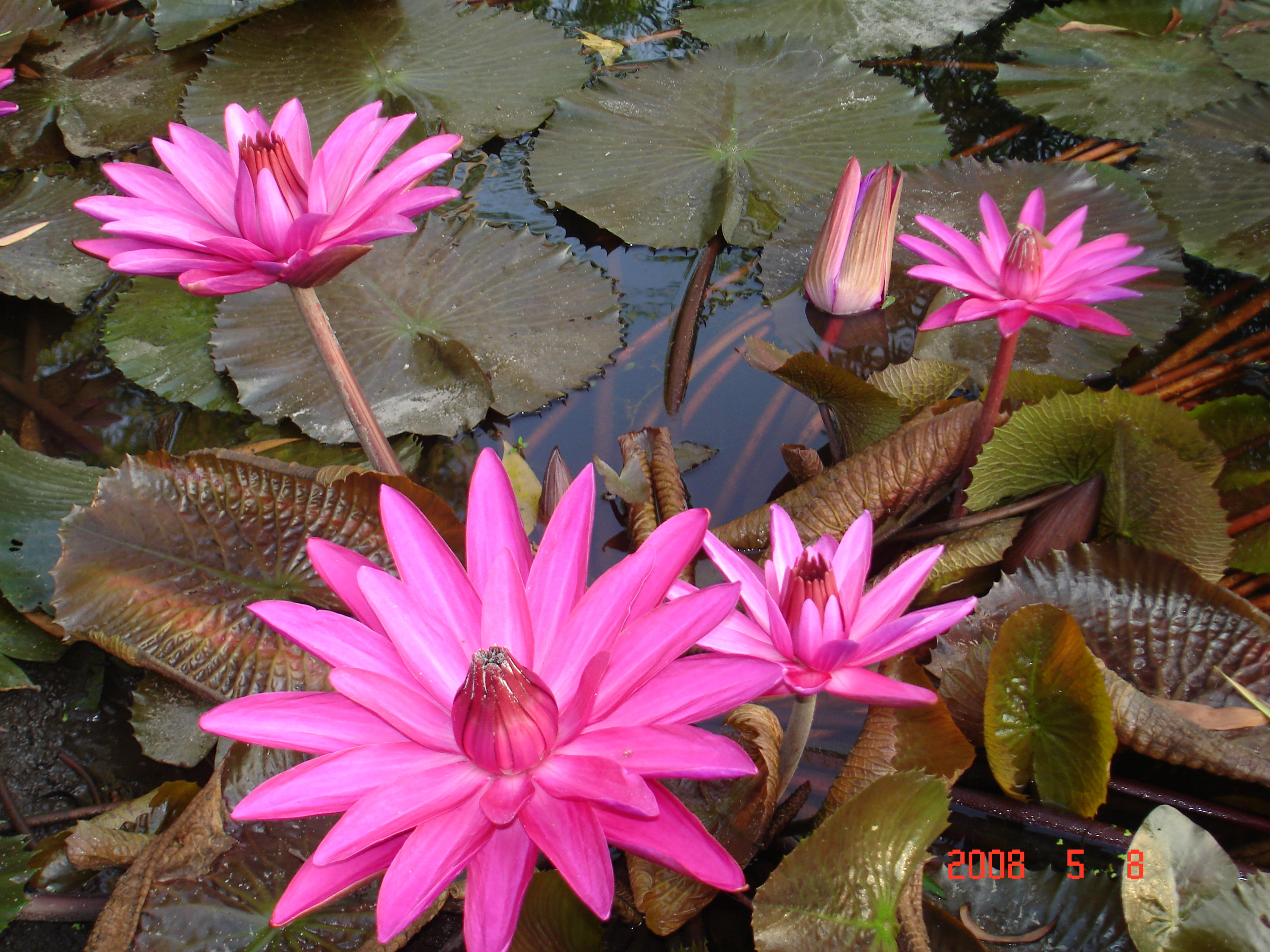
Nymphaea rubra, một loại hoa súng tại miền Trung Việt Nam.
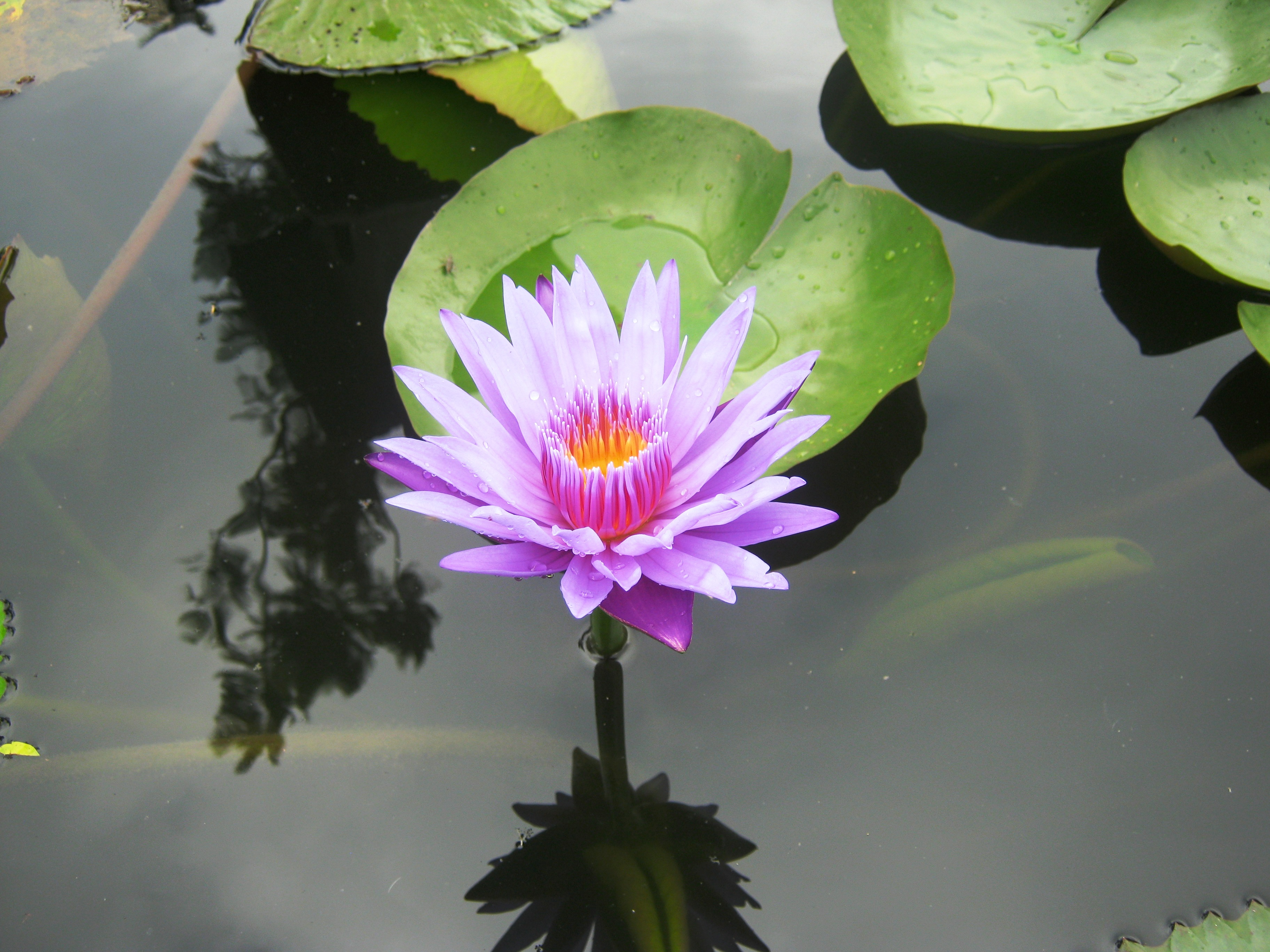
Súng bông tím được trồng làm cảnh ở An Giang.
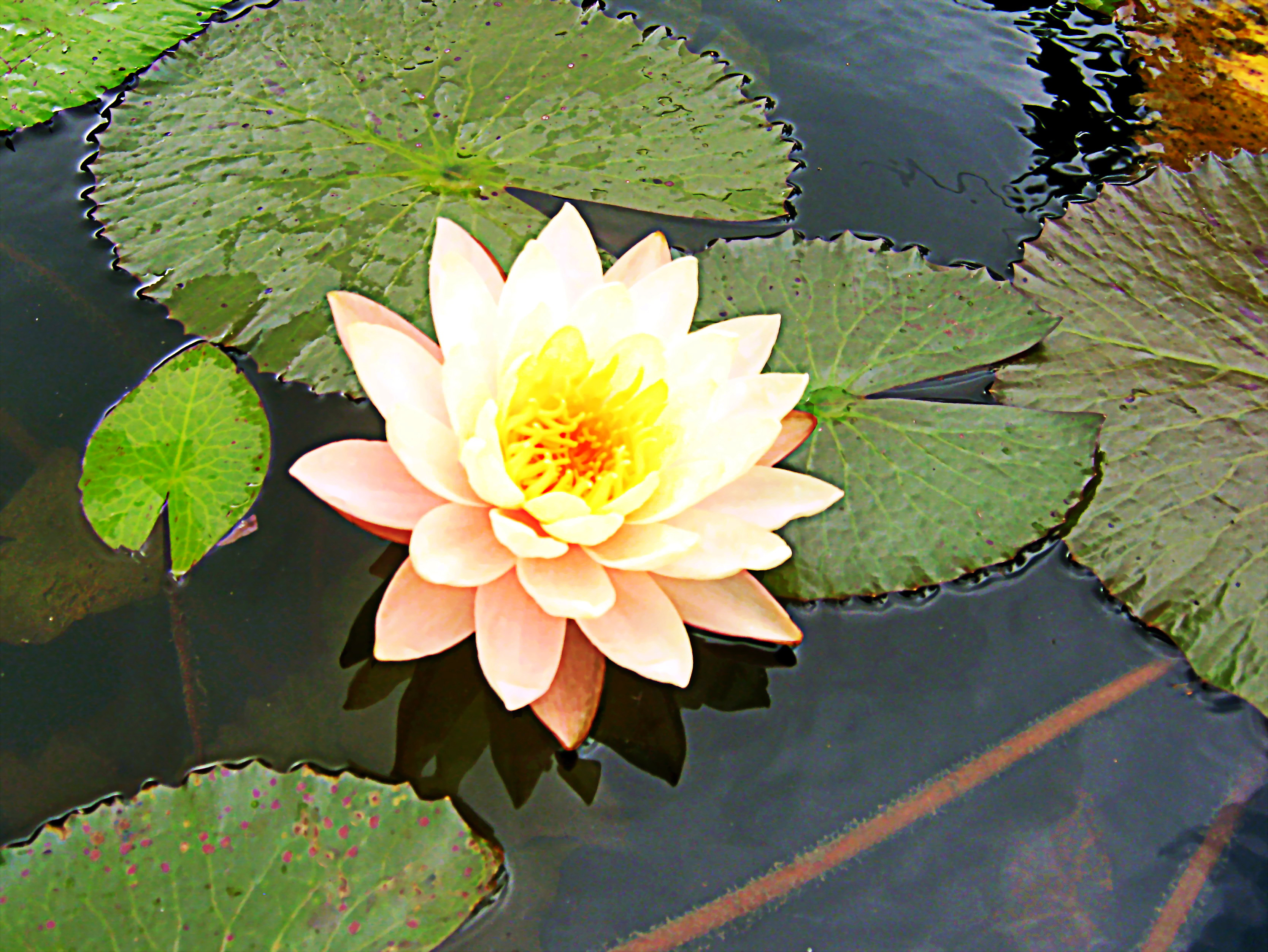
Súng bông vàng được trồng làm cảnh ở An Giang.
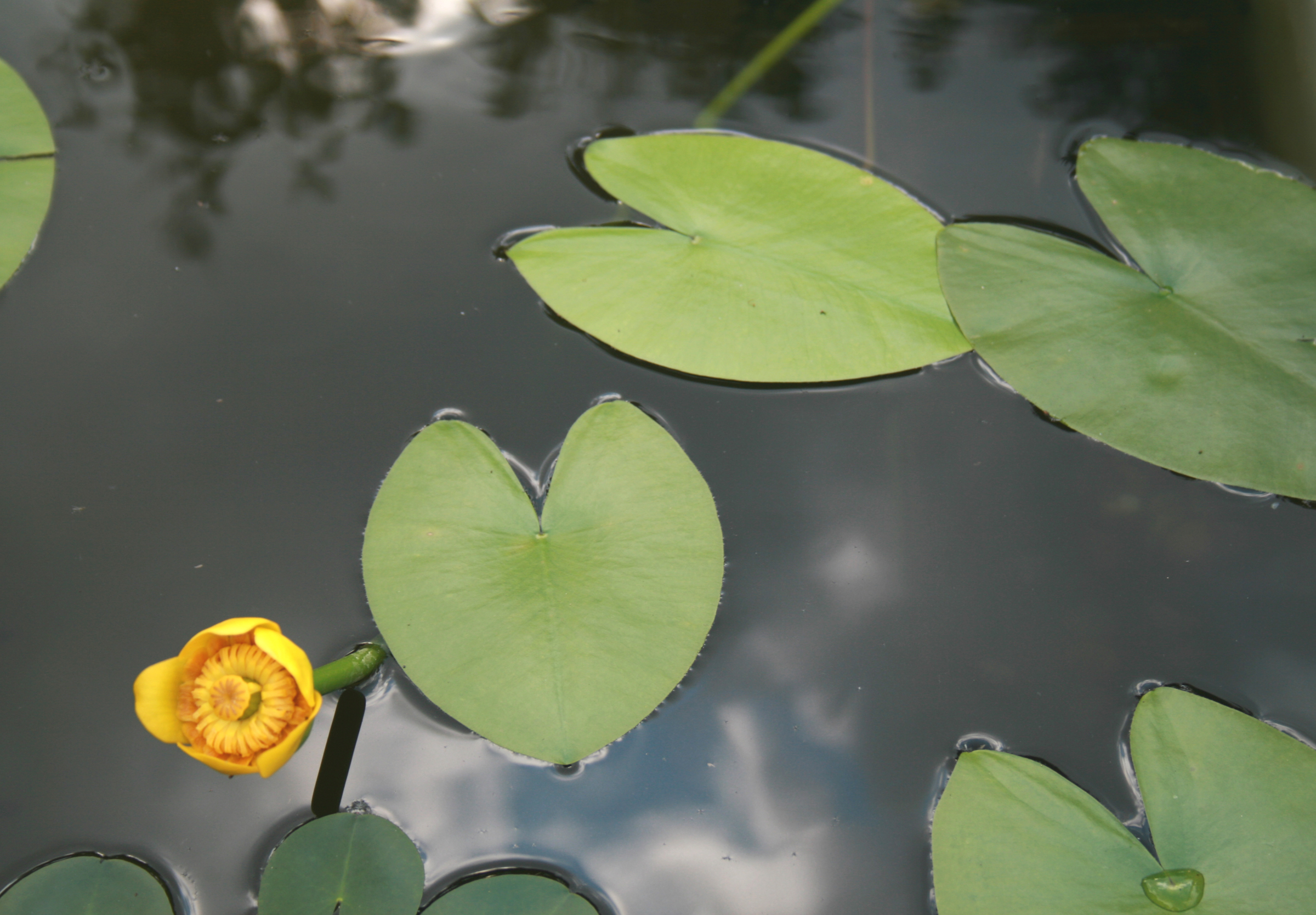
Nuphar lutea
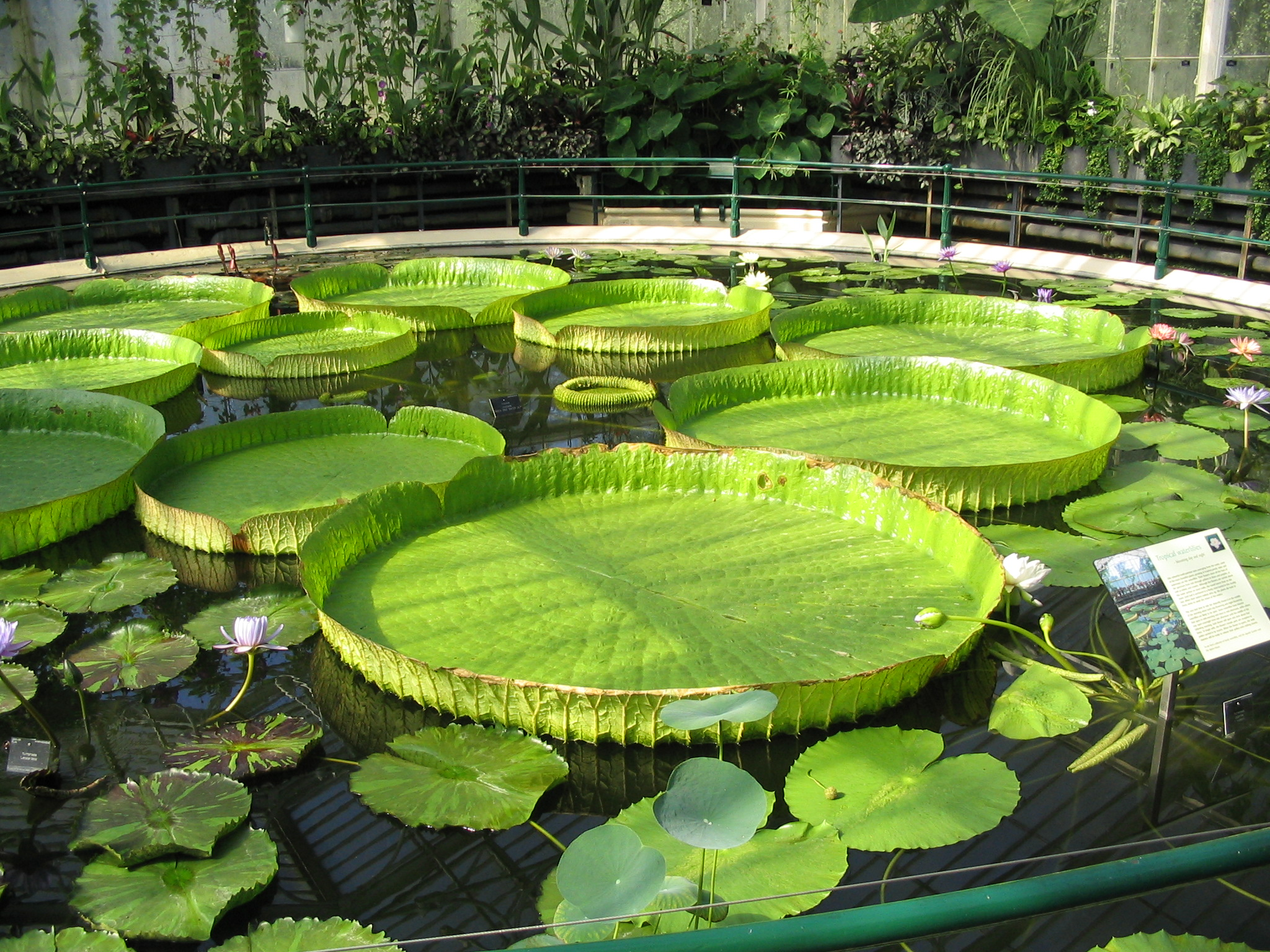
Victoria cruziana ở Vườn thực vật Kew
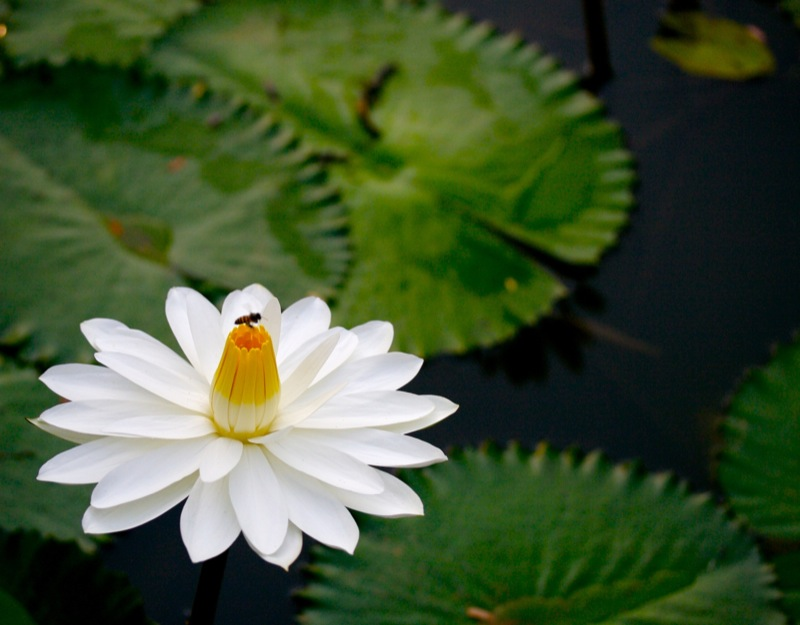
Nymphaea lotus
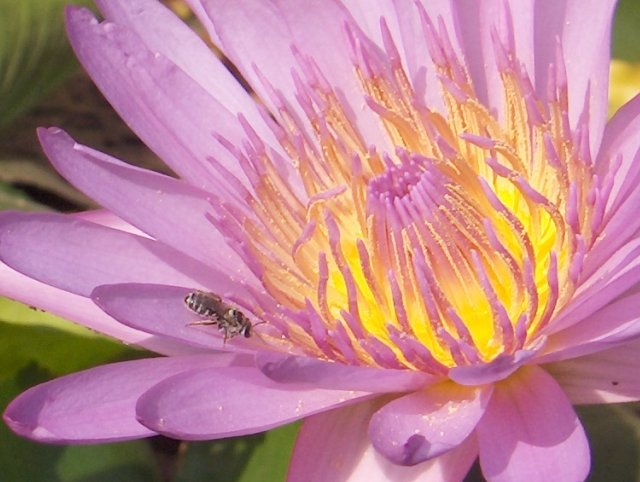
Ong thụ phấn cho hoa súng.
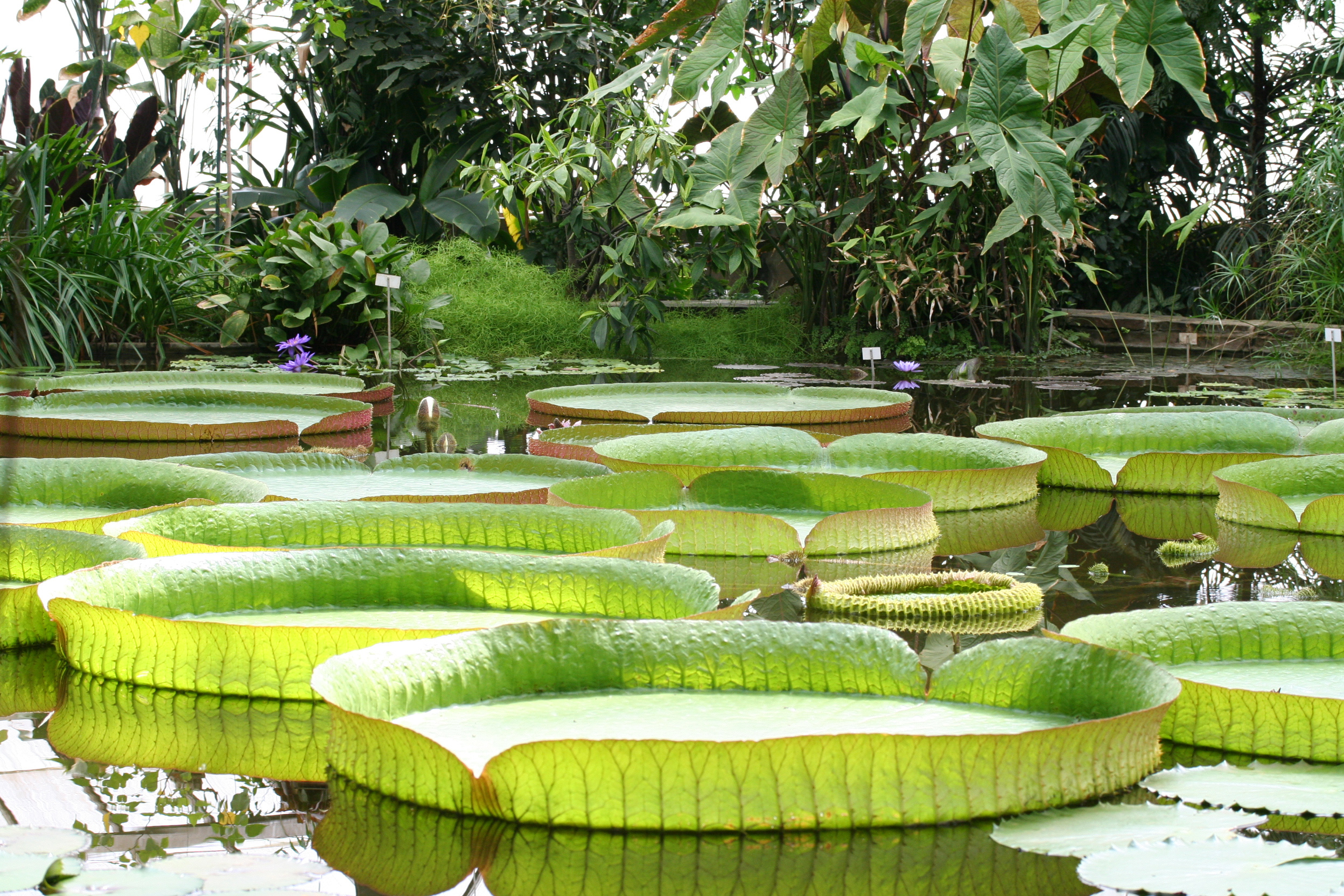
Nong tằm, Victoria amazonica.
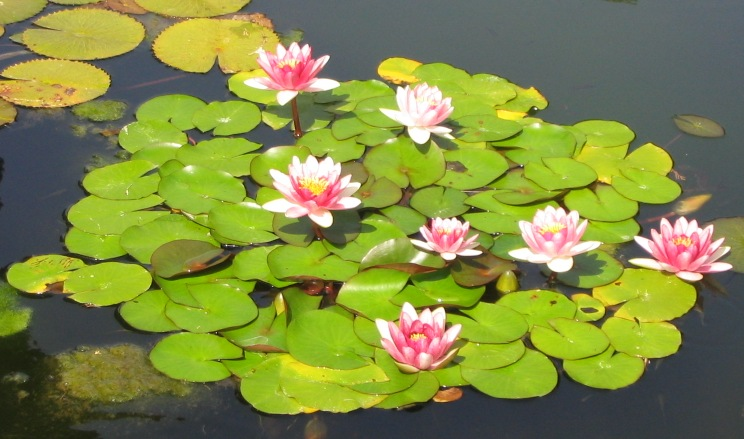
Nymphaea tetragona
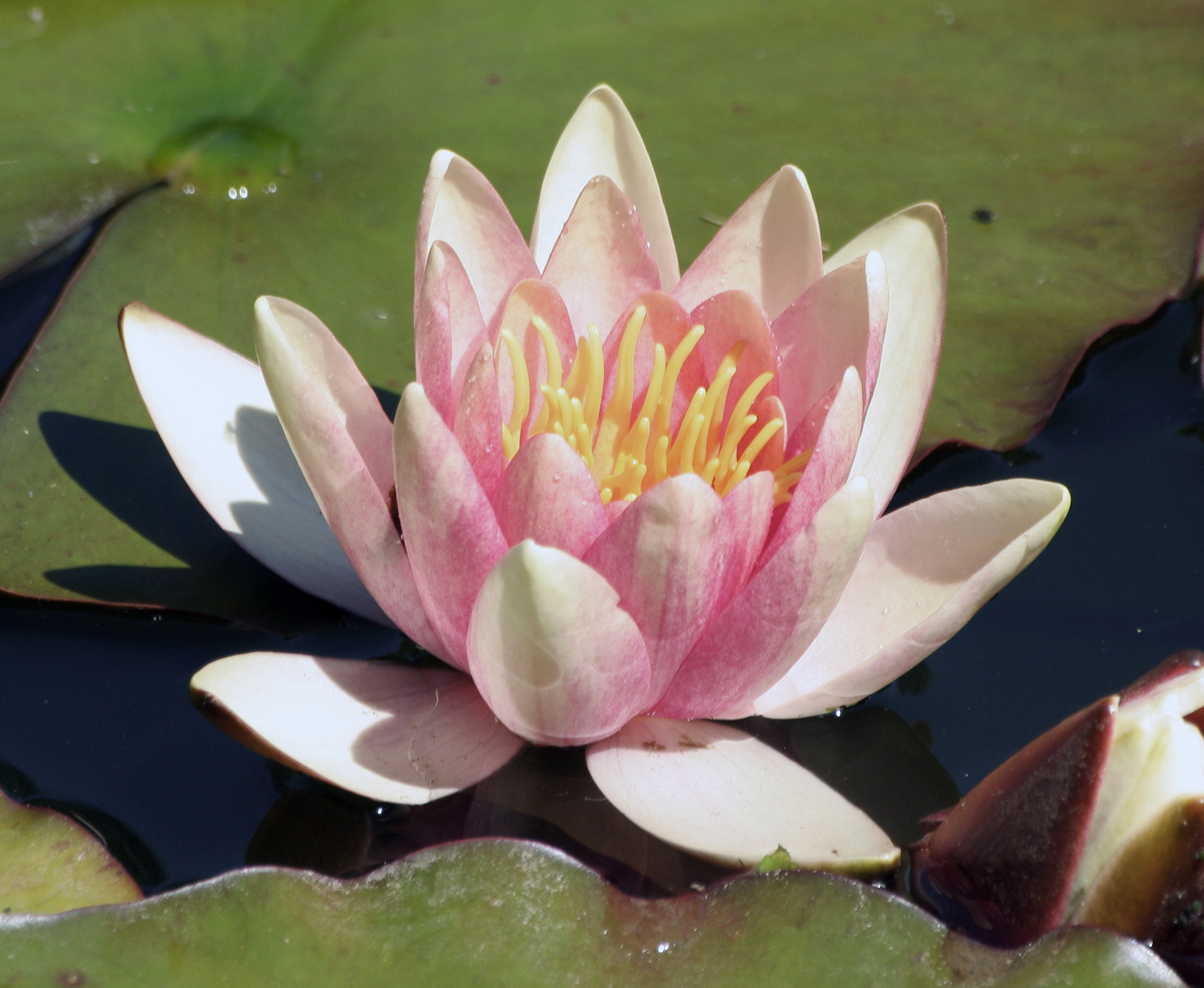
Nymphaea alba
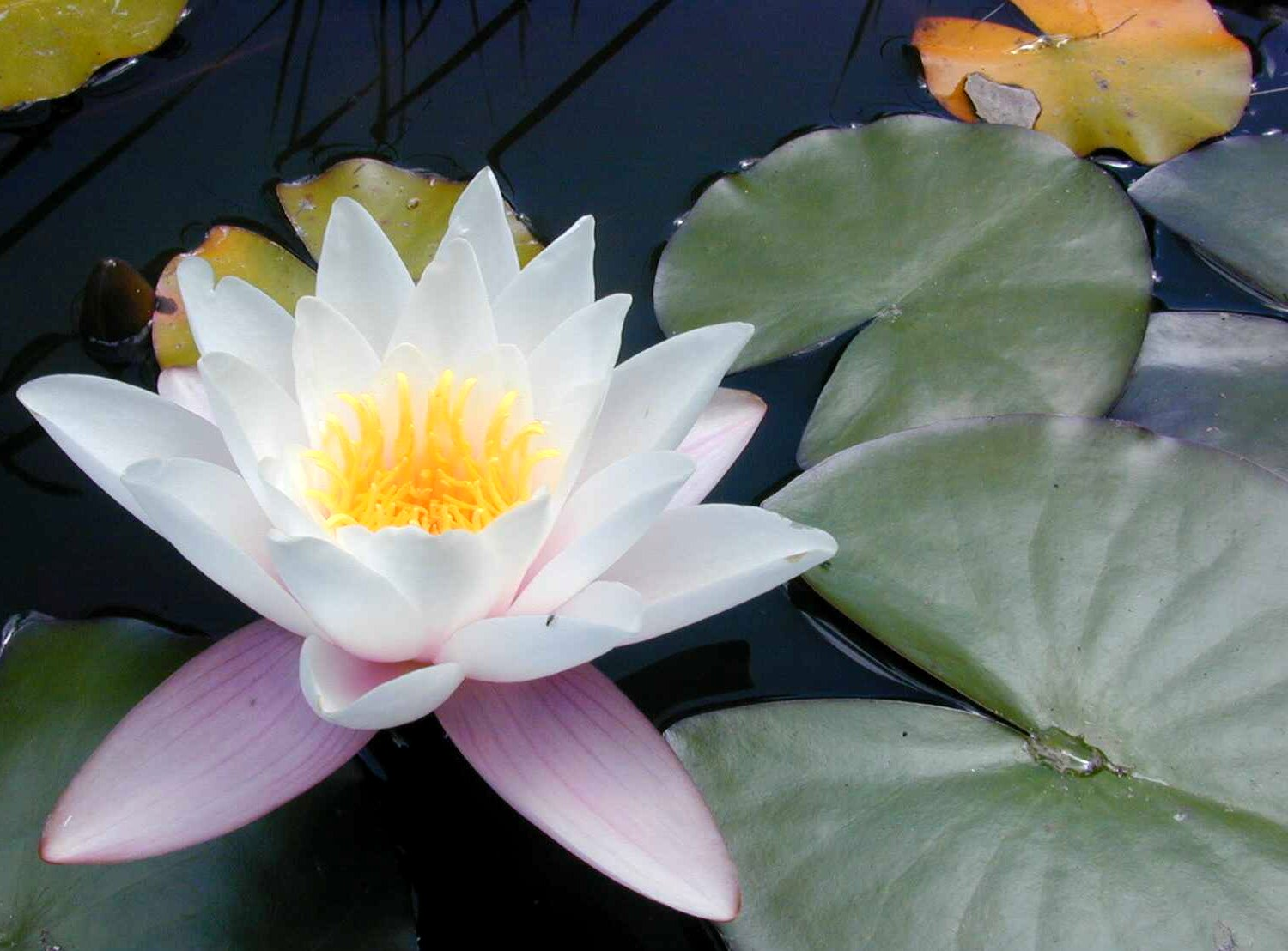
Hoa súng ở Mombasa, Kenya.
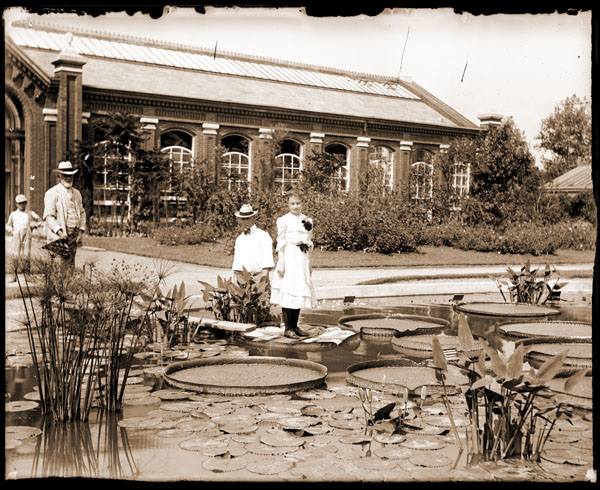
Một người phụ nữ đứng trên miếng gỗ đặt trên chiếc lá to của một loài súng thuộc chi Victoria. Miếng gỗ được đặt trên lá để phân bổ trọng lực.
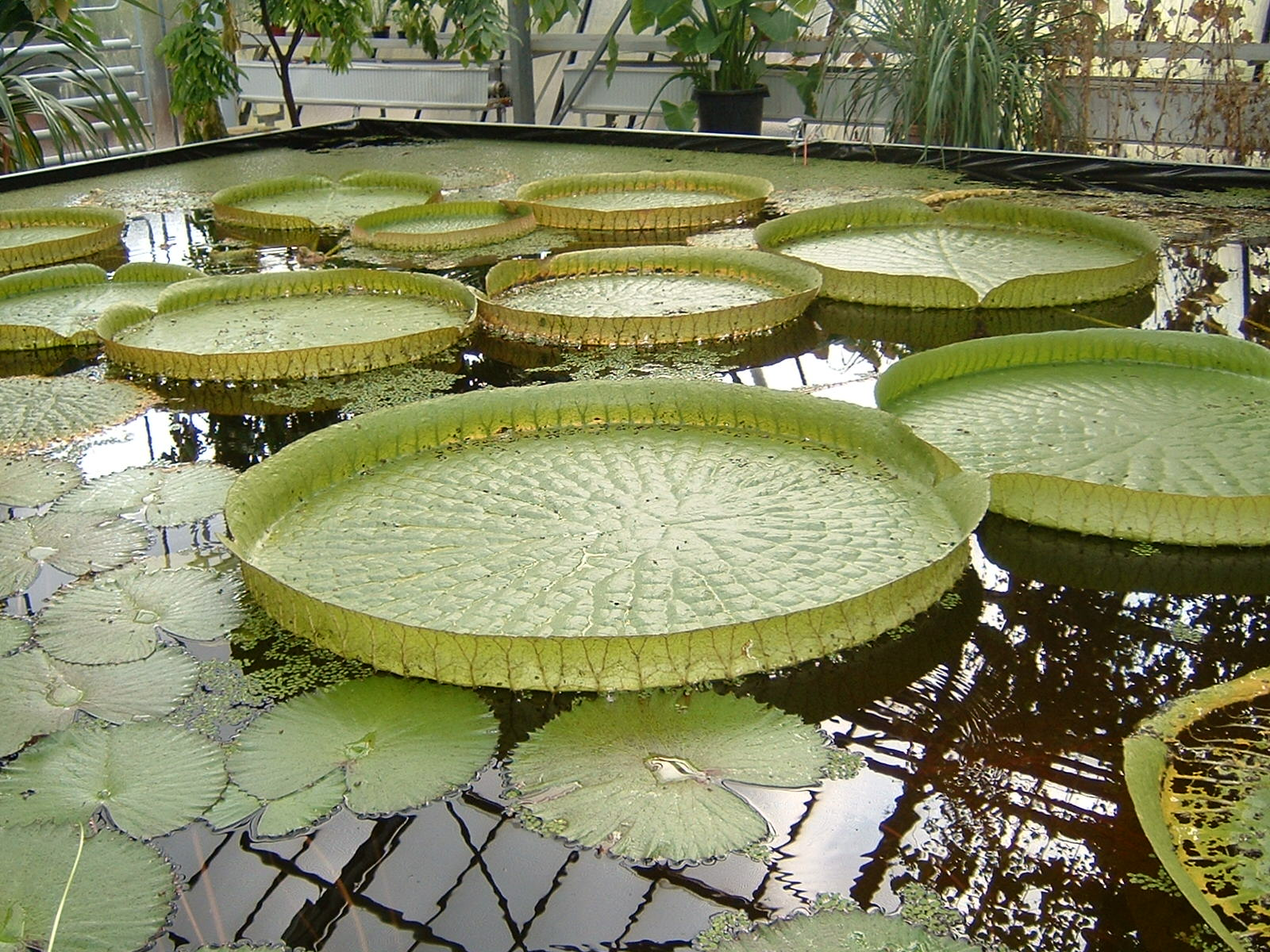
Victoria cruziana
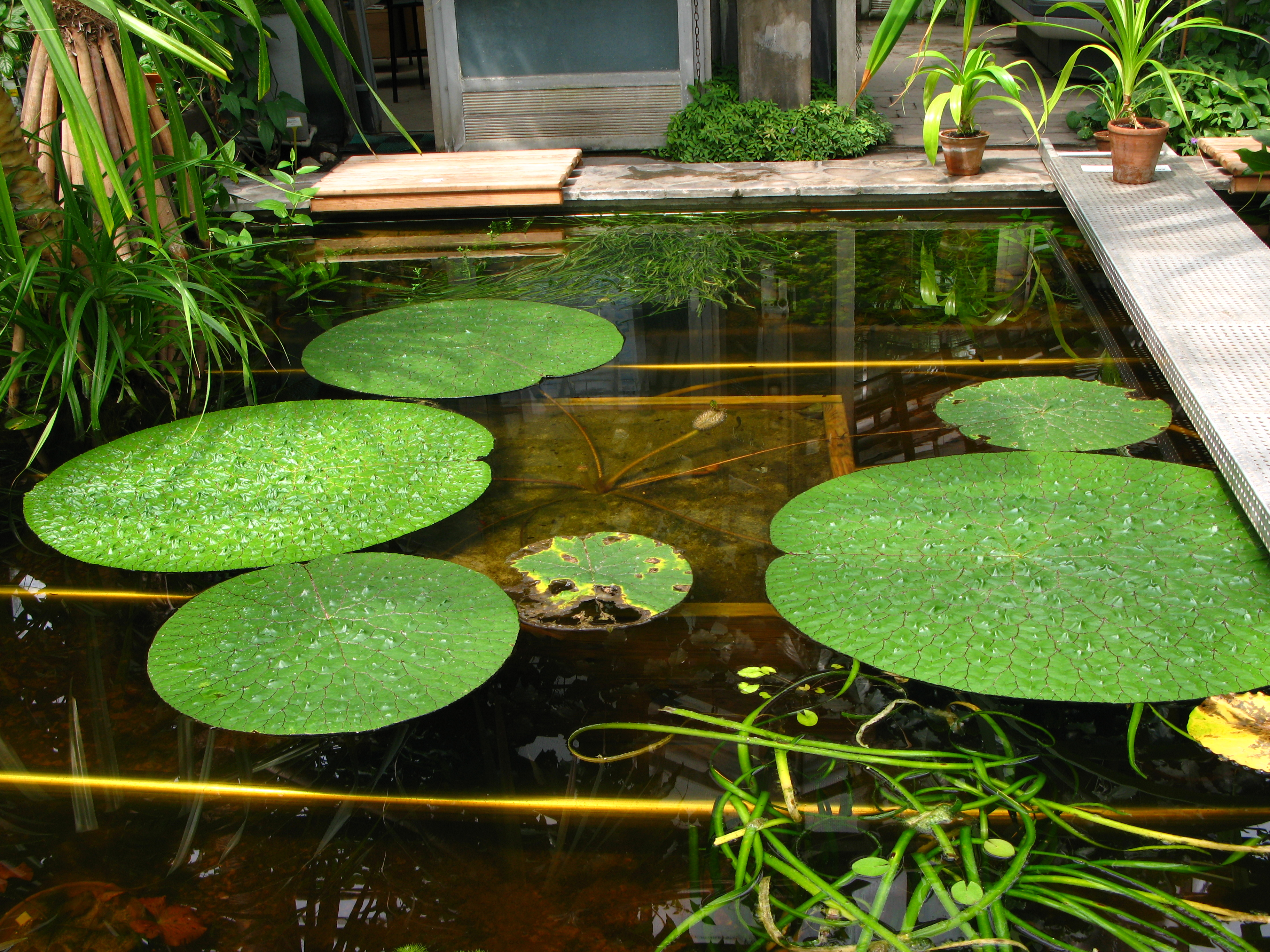
Euryale ferox